# Köttets lust (1943)
Köttets lust (italienska: Ossessione) är en italiensk dramafilm från 1943 regisserad av Luchino Visconti. Den är en filmatisering av boken The Postman Always Rings Twice av James M. Cain från 1934.
Enligt vissa filmhistoriker markerar filmen startskottet för den Italienska neorealismen.

## Rollista
- Clara Calamai – Giovanna Bragana
- Massimo Girotti – Gino Costa
- Juan de Landa – Giuseppe Bragana, Giovannas make
- Dhia Cristiani – Anita, en prostituerad
- Elio Marcuzzo – Lo Spagnolo ("Spanjoren")
- Vittorio Duse – polisagenten
- Michele Riccardini – Don Remigio
- Michele Sakara – barnet (ej krediterad)